# Estación El Día
El Día es una estación ferroviaria ubicada en el pequeño paraje rural del mismo nombre, Partido de General Villegas, Provincia de Buenos Aires, Argentina.

## Servicios
Pertenece al Ferrocarril General San Martín de la red ferroviaria argentina, en el ramal que une las estaciones de Hipólito Bouchard y Alberdi.

## Historia
En el año 1907 fue inaugurada la estación, por parte del Ferrocarril Buenos Aires al Pacífico. Uno de sus habitantes fue Marcelino García, inmigrante español. Viajó desde Asturias siendo solo un niño de 13 años escapando de la miseria como tantos otros europeos y fue recibido por sus tíos quienes ya poseían un almacén de Ramos Generales  llamado "La Paloma" frente a la estación de ferrocarril. Se casó  con Isabel Alonso, la maestra del colegio rural que se encuentra funcionando aún hoy,  a unos cien metros del almacén. Juntos tuvieron dos hijas, Graciela y Liliana, que vivieron en la misma casa donde funcionaba el negocio familiar. También emigró desde Asturias la hermana menor de Marcelino, Pilar, quien se casó con Valentín. Juntos tuvieron a Celia. Posteriormente con el tiempo el ferrocarril dejó de transitar los rieles que tanta prosperidad habían llevado a "El Día" y el pequeño pueblo está desapareciendo de la historia, tal como ocurriera con "Macondo" en "Cien años de soledad".